# コリン・クロール
コリン・クロール（英：Colin Kroll、1984年 - 2018年12月16日）はアメリカの起業家。動画共有サービスVineとトリビアゲームアプリHQ Triviaの共同設立者。

## 前半生
1984年、コリン・クロールはアラン・クロールの息子としてニューヨークのライで生まれた。  両親は彼が10歳の時に離婚し、その後クロールはミシガン州デトロイトの郊外で育ち、地元企業でコーディングに取り組むためコミュニティカレッジを退学した。 クロールは後にオークランド大学に再入学して計算機科学を学んだ。

## 職歴
2007年から2009年にかけて、彼はYahoo!の子会社であるRight Mediaのエンジニアリングマネージャーとして勤務した。その後、2009年から2013年までJetsetterの最高技術責任者として勤務した。クロールはJetsetter在籍時にRus YusupovとDom Hofmannに出会い、彼ら3人で動画共有サービスVineを設立した。2012年、VineはTwitterに買収され、4年後にサービス終了した。2014年、クロールはVineのゼネラルマネージャーを務めていた。買収後Twitterに勤務していたクロールだったが、管理の悪さ、および職場での女性に対する性的虐待をしたとして大規模な申立があったために解雇された。クロールとビジネスパートナーのYusupovは、HQ Triviaの運営会社Intermedia Labsを設立した。2017年にHQ Triviaのサービスが開始され、2018年前半期にAppleの無料ゲームアプリチャートの最上位になった。クロールともう1人の役員はIntermedia LabsのCEOであるYusuppovを解任し、2018年9月にクロールがCEOに就任した。

## 死去
クロールの彼女が電話をかけたが出なかったため、ニューヨーク市警察に彼のアパートを訪問するよう頼んだところ、クロールは薬物の過剰摂取で死亡していた。享年34歳。ニューヨークの検視局によれば、彼の遺体からはフェンタニル、フルオロイソブチリルフェンタニル、ヘロイン、コカインが検出され、最終的に彼の死因はフェンタニルの混ざったヘロインの過剰摂取による事故死と判断された。 